# ヨーゼフ・フランツ・フォン・ジャカン

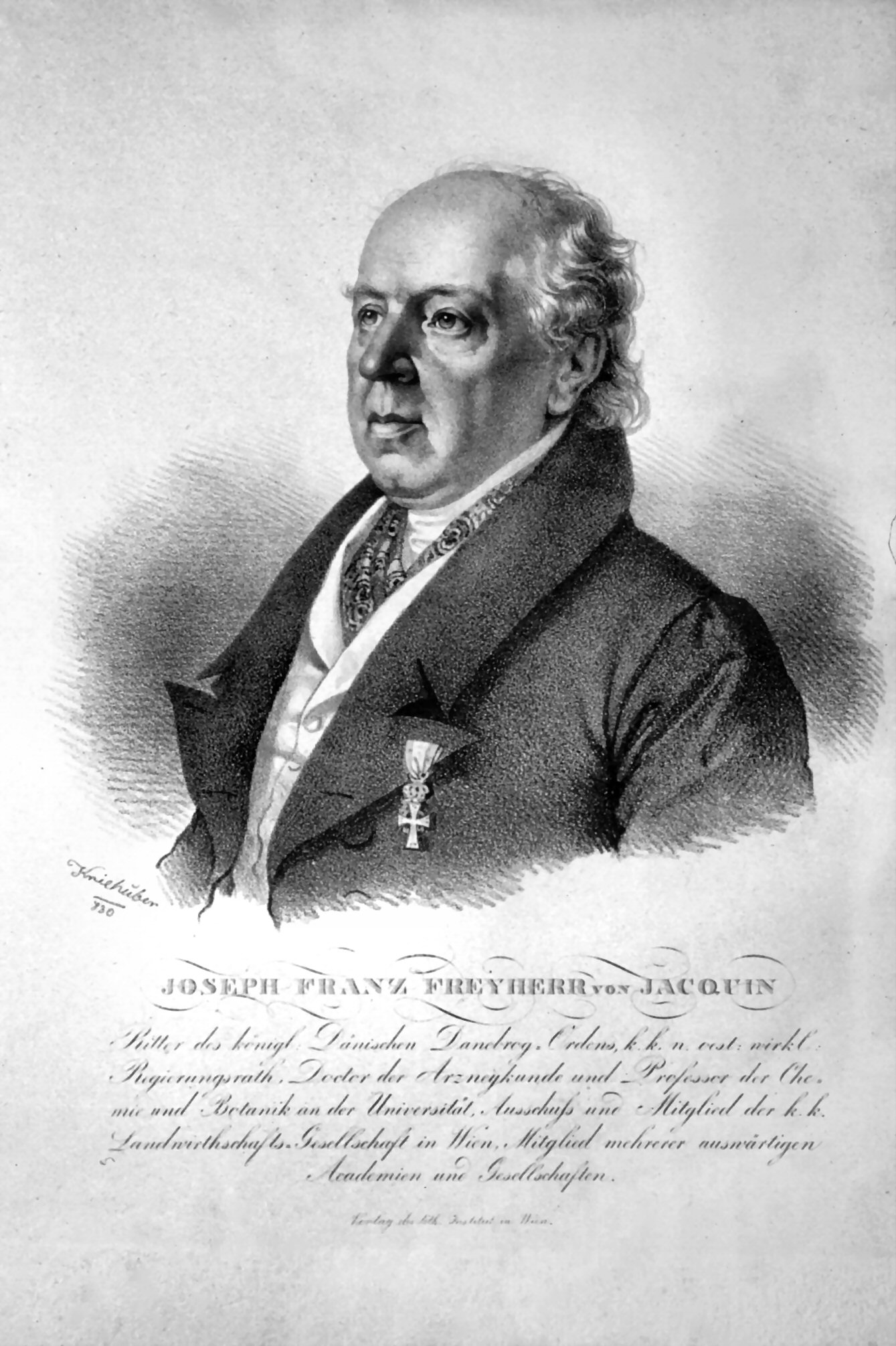
ヨーゼフ・フランツ・フォン・ジャカン

ヨーゼフ・フランツ・フォン・ジャカン（Joseph Franz Freiherr von Jacquin 1766年2月7日 - 1839年10月26日）はオーストリアの化学者、植物学者である。

## 生涯
現在のスロバキアのバンスカー・シュチャヴニツァに生まれた。父親はウィーン大学の植物学教授になったニコラウス・フォン・ジャカンである。父親から自然科学の教育を受け、ウィーン大学で医学を学び1788年に博士号を得た。1788年から1791年の間、神聖ローマ皇帝ヨーゼフ2世に命じられて、ドイツ、フランス、イギリスに研究旅行を行い、1797年に父親の後を継いで、ウィーン大学の植物学と化学の教授に任命され、1838年に引退するまでその地位にあった。1834年からベルヴェデーレ宮殿の植物園の監督者も務めた。1820年に爵位を受け、1838年に政府評議会の職についた。1820年にドイツ自然科学アカデミー・レオポルディーナの会員に選ばれ、1830年にプロイセン科学アカデミーの名誉会員となった。 
弟のゴットフリート・ジャカンや妹のフランツィスカはモーツァルトの親しい友人であり、ヨーゼフ・フランツ・フォン・ジャカンは富豪の娘でモーツァルトにピアノを習った、バネット・ナトルプ（Maria Barbara Natorp、Babetteは愛称）と結婚した。

## 著作
- J. F. Jacquin: Lehrbuch der allgemeinen und medicinischen Chymie zum Gebrauche seiner Vorlesungen. C.F. Wappler, Wien 1798.
- J. F. Jacquin, E. Fenzl, I. Schreibers: Eclogae plantarum rariorum aut minus cognitarum : quas ad vivum descripsit et iconibus coloratis illustravit. A. Strauss, Wien 1811–1844.
- J. F. Jacquin, E. Fenzl, I. Schreibers: Eclogae graminum rariorum aut minus cognitarum : quae ad vivum descripsit et iconibus coloratis illustravit. A. Strauss et Sommer, Wien 1813–1844.
- J. F. Jacquin: Ueber den Ginkgo. Carl Gerold, Wien 1819.